# Evert Eloranta

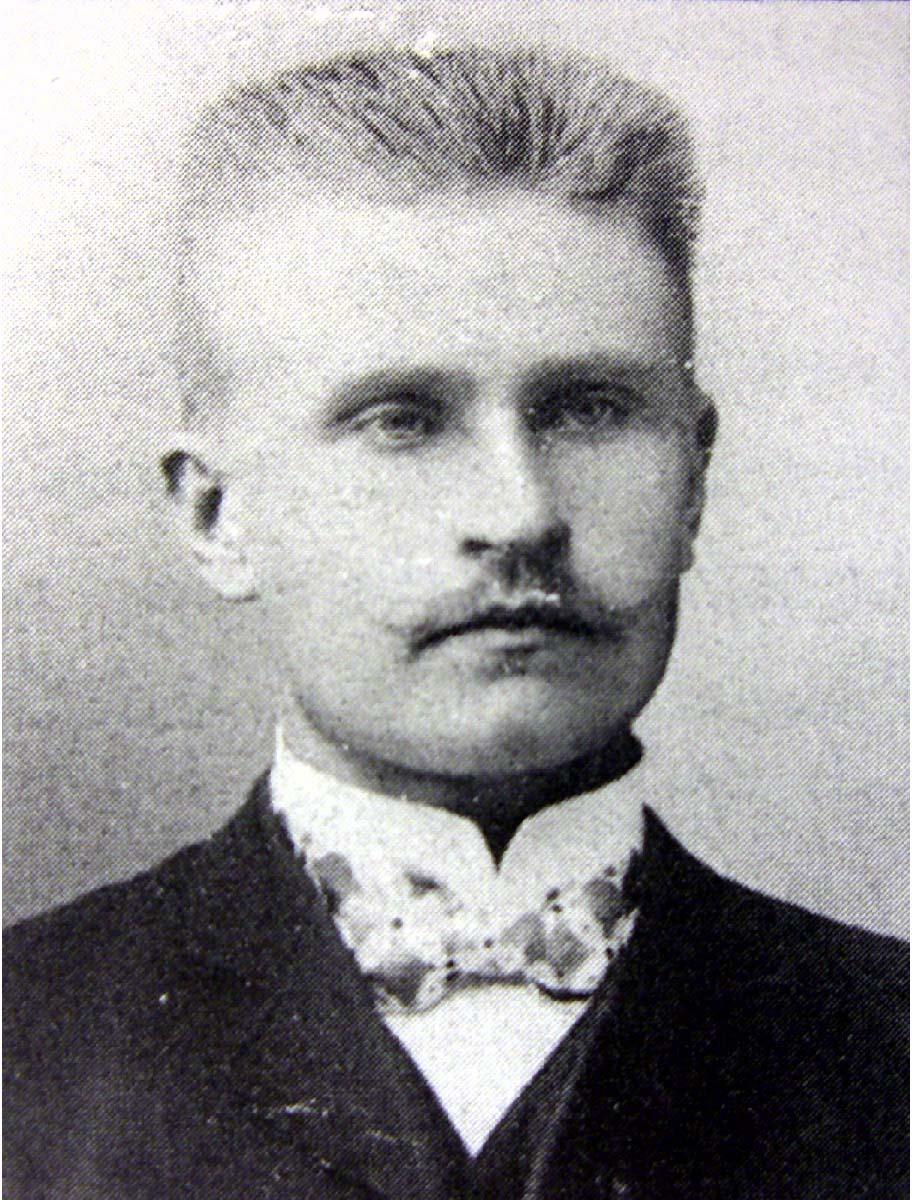
Evert Eloranta

Evert Eloranta (* 10. Oktober 1879 in Harjavalta, Finnland; † 1936 oder später an unbekanntem Ort in der Sowjetunion; gebürtig Evert Frans Ojala) war ein finnischer Politiker und Mitglied des finnischen Parlaments für die Sozialdemokratische Partei. Während des finnischen Bürgerkriegs war er Mitglied des als Regierung des revolutionären Finnlands fungierenden Volkskommissariats und zeitweilig Teil des Führungstriumvirats der Roten Garden.

## Leben
Evert Eloranta war eines von acht Kindern einer Familie von Kleinpachtbauern in der Landschaft Varsinais-Suomi in Südwestfinnland. Eine Schulausbildung konnte ihm seine Familie nicht finanzieren. Mit 15 Jahren nahm er eine Stellung als Knecht an und arbeitete in der Folge in wechselnden Stellungen, unter anderem im Bau oder in Steinbrüchen. Schon früh schloss er sich aktiv der Arbeiterbewegung an, wurde unter anderem Bezirkssekretär der Sozialdemokraten in Turku und betätigte sich als Zeitungsredakteur. 1908 wurde Eloranta in das Parlament gewählt.
Als am 27. Januar 1918 die Sozialdemokraten einen sozialistischen Umsturz versuchten und damit den finnischen Bürgerkrieg einleiteten, war Eloranta Mitglied der Parteikommission und dessen Exekutivkomitees. In der von den Revolutionären eingesetzten roten Regierung, dem Volkskommissariat, wurde Eloranta das Ressort der Landwirtschaft zugeteilt. In diesem Amt strebte er radikalere Umstrukturierungen in den ländlichen Besitzverhältnissen an, als dies die relativ gemäßigte Politik des Kommissariats zuließ.
Nachdem die militärische Führung der Roten Garden nicht die in sie gesetzten Erwartungen erfüllt hatte, wurde am 20. März 1918 Eero Haapalainen an der Spitze der Garden durch ein Triumvirat abgelöst, dem neben Eloranta Adolf Taimi und Eino Rahja angehörten. Die Amtszeit blieb jedoch kurz, da sich die Situation bald dramatisch zuspitzte. Anfang April brach die Stadt Tampere unter den Angriffen der Weißen zusammen, und das Volkskommissariat flüchtete vor den auf Helsinki vorrückenden deutschen Truppen nach Viipuri. Dort wurde in einem letzten Versuch zur Bündelung der Kräfte das Triumvirat am 12. April durch den zum Diktator ausgerufenen Kullervo Manner ersetzt. Eloranta hatte diesen Schritt befürwortet.
Nach Ende des Bürgerkrieges floh Eloranta wie die meisten Volkskommissare in die Sowjetunion, wo er unter anderem die Pflege der Bücherei des finnischen Seminars in Petroskoi übernahm. 1929 nahm er die sowjetische Staatsangehörigkeit an und war in den Dreißigerjahren als wandernder Lehrer der Gesellschaft der Gottlosen tätig. Die Umstände seines Todes sind nicht geklärt.